# Кобилець (Великопольське воєводство)
Кобилець (пол. Kobylec, нім. Fuchsberg) — село в Польщі, у гміні Вонґровець Вонґровецького повіту Великопольського воєводства.
Населення — 706 осіб (2011).
У 1975-1998 роках село належало до Пільського воєводства.

## Демографія
Демографічна структура станом на 31 березня 2011 року:
|          | Загалом | Допрацездатний вік | Працездатний вік | Постпрацездатний вік |
| -------- | ------- | ------------------ | ---------------- | -------------------- |
| Чоловіки | 359     | 86                 | 248              | 25                   |
| Жінки    | 347     | 67                 | 232              | 48                   |
| Разом    | 706     | 153                | 480              | 73                   |